# Charixena
Charixena é um gênero de mariposa pertencente à família Acrolepiidae.